# 普拉哈季采縣

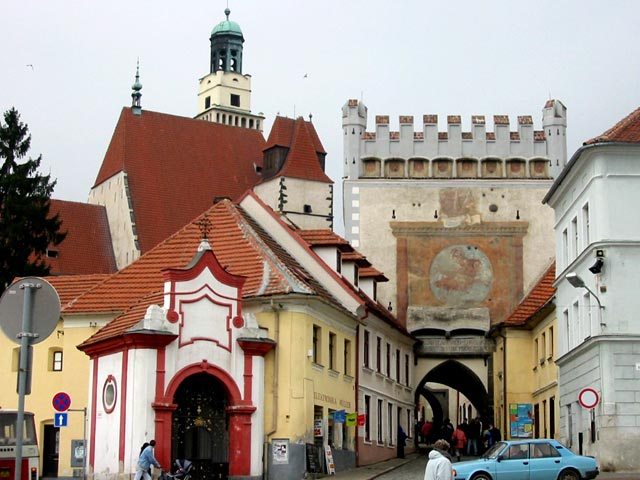

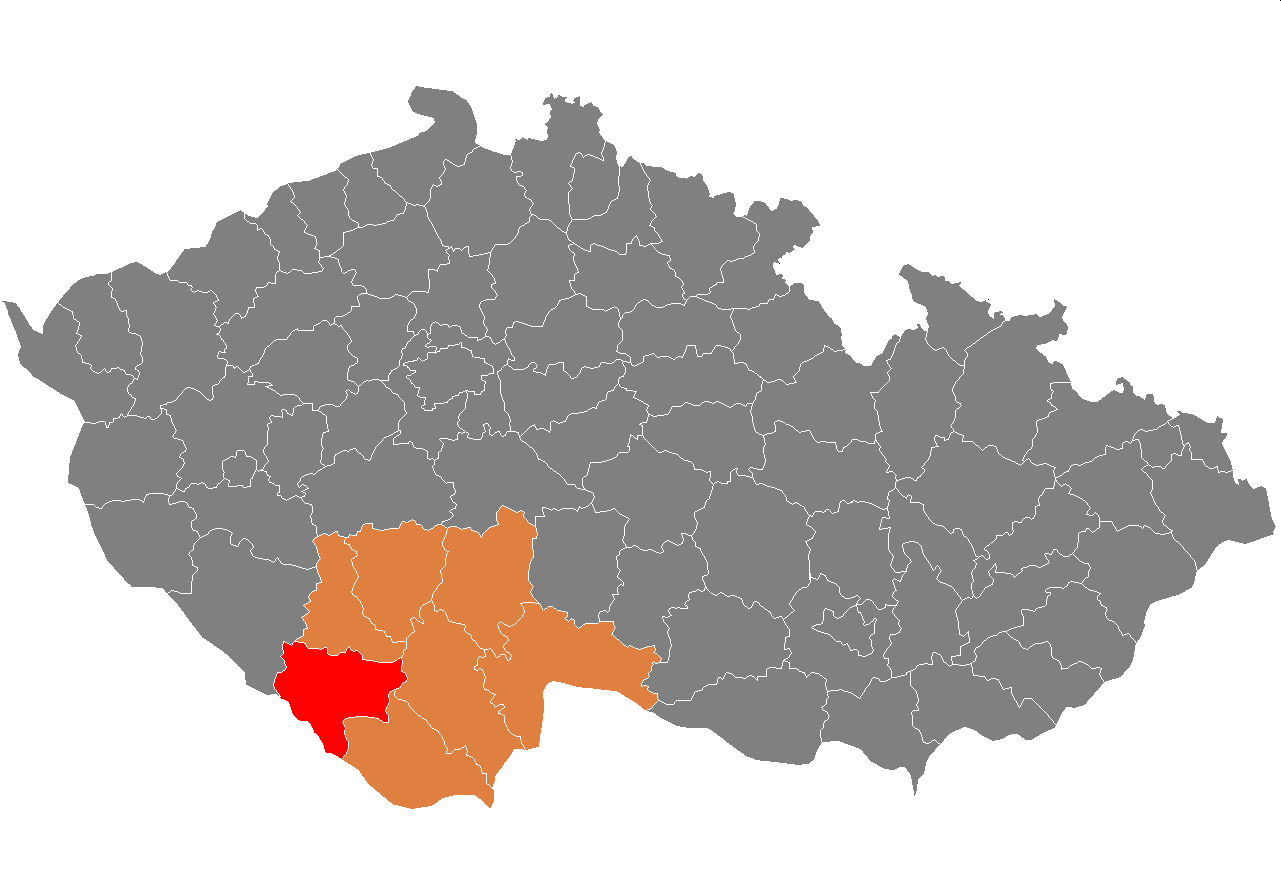

49°00′46″N 13°59′50″E / 49.01278°N 13.99722°E
普拉哈季采縣（捷克語：Okres Prachatice），是捷克的縣份，位於該國南部，由南波希米亞州負責管轄，首府設於普拉哈季采，面積1,375平方公里，2007年人口51,470，人口密度每平方公里37人。